# Creag a’ Mhaim
Der Creag a’ Mhaim ist ein 946 m (3.104 ft) hoher, als Munro eingestufter Berg in Schottland. Sein gälischer Name kann in etwa mit Fels des Passes, aber auch als Fels der Brust übersetzt werden. Der Gipfel liegt in der Council Area Highland in den Northwest Highlands in der weitläufigen Berglandschaft zwischen Loch Cluanie und Loch Quoich, etwa 35 Kilometer nordwestlich von Fort William. In der Bergkette der South Glen Shiel Ridge südlich von Glen Shiel in Kintail ist er der zweitniedrigste von insgesamt sieben Munros. 
Die South Glen Shiel Ridge erstreckt sich über etwa 14 Kilometer südlich des Glen Shiel vom Tal des Allt Mhàlagain, einem Zufluss des River Shiel, bis südlich von Loch Cluanie. Nach Norden wird die Bergkette vom Glen Shiel begrenzt, nach Süden von Glen Quoich, einem durch den Wester Glen Quoich Burn und den Easter Glen Quoich Burn durchflossenen Tal, sowie dem nur durch eine niedrige Wasserscheide getrennten Tal des River Loyne bis zum Beginn von Loch Loyne. Während die Südseite der Bergkette durchgängig steile und abweisende Grashänge aufweist, die nur durch einzelne Wasserläufe unterbrochen werden, ist die Nordseite deutlich mehr von felsigen Strukturen geprägt. Auf dieser Seite weist die Bergkette eine Anzahl nach Norden führender Grate auf, zwischen denen sich große und steile Corries vom Hauptgrat bis fast auf den Talboden erstrecken. Der Creag a’ Mhaim ist der östlichste Gipfel der Bergkette, in diesem Abschnitt sind auch auf der Südseite felsige Kare zu finden. Ähnlich wie sein westlicher, 987 m (3.238 ft) hoher Nachbar Druim Shionnach besitzt der Creag a’ Mhaim einen markanten Südgrat, der das westlich davon gelegene Coire nan Leac und das östlich vorgelagerte Coire Odhar trennt. Südöstlich wird das Coire Odhar vom 505 m (1.657 ft) hohen Creag Liathtais begrenzt. Der Hauptgrat der South Glen Shiel Ridge fällt vom durch einen Cairn markierten Gipfel des Creag a’ Mhaim nach Südosten bis auf etwa 400 m ab und markiert das östliche Ende der Bergkette. Nach Norden besitzt der Creag a’ Mhaim im Unterschied zu den weiter westlich liegenden Gipfeln der Bergkette lediglich einen kurzen, wenig markanten Grat, der zusammen mit dem in etwa nach Nordnordwest zum Druim Shionnach verlaufenden, teils felsigen und ausgesetzten Hauptgrat der South Glen Shiel Ridge das kleine Coirean an Eich Bhric umfasst.

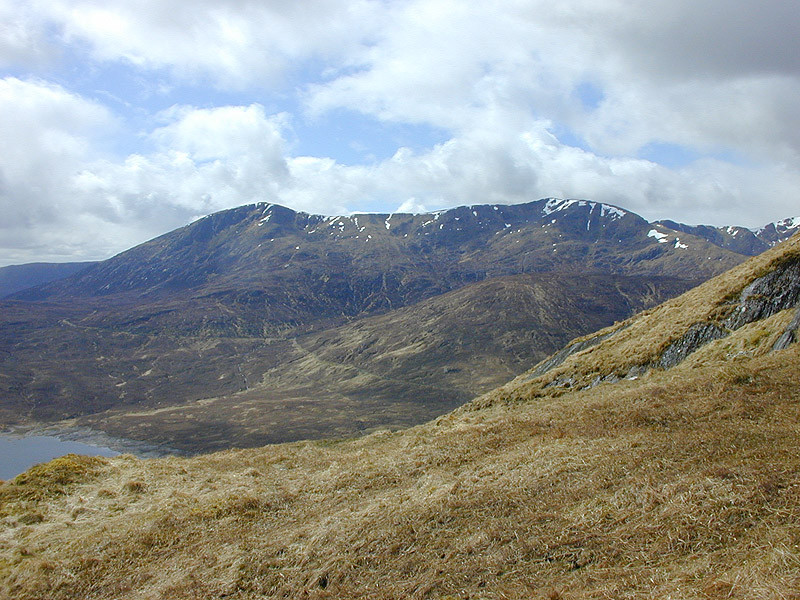
Blick von Norden, jenseits des Glen Shiel, auf den Creag a’ Mhaim (links) und den Druim Shionnach (rechts)
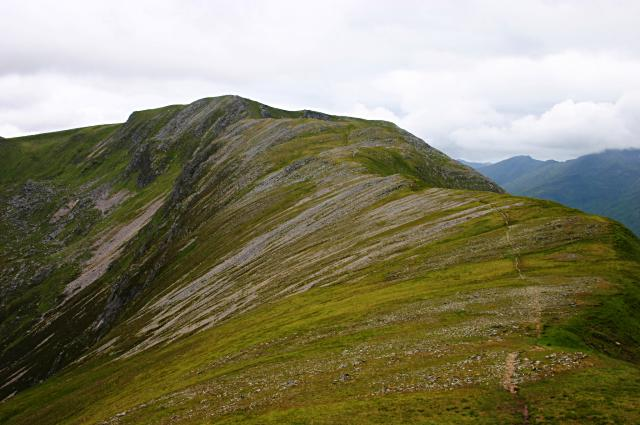
Der Südostgrat des Creag a’ Mhaim mit dem deutlich erkennbaren Pfad zum Gipfel
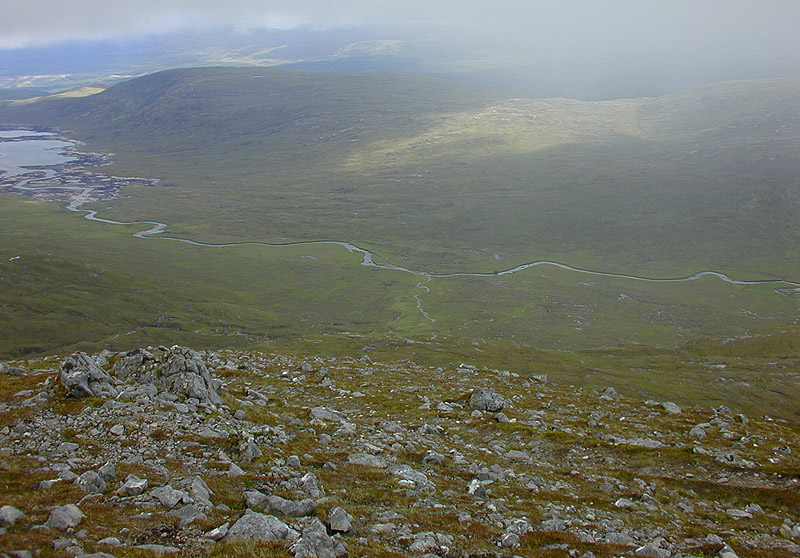
Blick vom Südostgrat des Creag a’ Mhaim nach Osten auf Loch Loyne
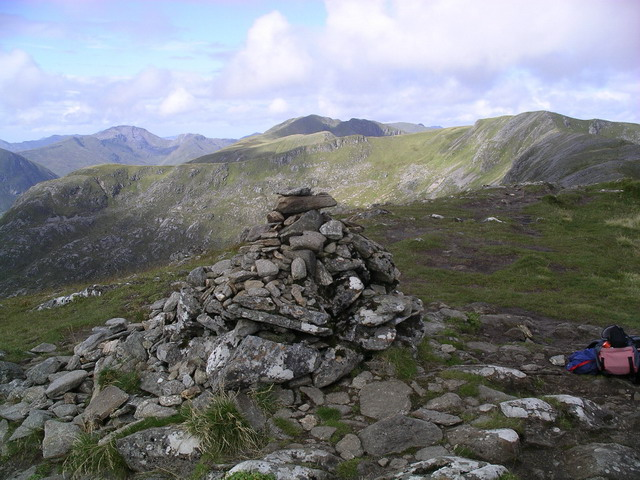
Der Gipfelcairn des Creag a’ Mhaim, im Hintergrund die South Shiel Ridge, beginnend mit dem Druim Shionnach

Eine Besteigung des Creag a’ Mhaim ist sowohl isoliert als auch im Zuge einer Überschreitung der South Glen Shiel Ridge möglich, letzteres ist die von Munro-Baggern bevorzugte Variante. Die Überschreitung kann sowohl von Westen, beginnend mit dem 918 m (3.012 ft) hohen Creag nan Damh, als auch von Osten, mit dem Creag a’ Mhaim beginnend, unternommen werden. Ausgangspunkt im Osten ist der Cluanie Inn an der A87 am Ostende von Loch Cluanie, im Westen die Malagan Bridge an der A87. Der Zustieg vom Cluanie Inn zum Creag a’ Mhaim führt auf der Nordseite am Fuß des Berges entlang bis zum Südostgrat, über den ein gut ausgebauter Jagdpfad zum Gipfel führt. Von Süden kann dieser Jagdpfad aus dem Glen Quoich und dem Glen Loyne durch das Coire Odhar ebenfalls erreicht werden, dies erfordert aber deutlich längere Anmärsche. 